# Lijst van kerken in Binnenmaas
Deze lijst geeft een overzicht weer van de kerkgebouwen in de Nederlandse gemeente Binnenmaas, Zuid-Holland.

## 's-Gravendeel
| Kerk                                    | Adres                 | Foto              |
| --------------------------------------- | --------------------- | ----------------- |
| Ichthuskerk                             | Zuid-Voorstraat 26    | Upload foto       |
| Gereformeerde Gemeente in Nederland     | Rijkestraat 8         |                   |
| Nederlands Hervormde kerk               | Hendrik Hamerstraat 1 | Meer afbeeldingen |
| Ontmoetingskerk                         | Vlasakker 2           | Upload foto       |
| Oud Gereformeerde Gemeente in Nederland | Langestraat 16a       | Upload foto       |

## Greup
| Kerk      | Adres            | Foto        |
| --------- | ---------------- | ----------- |
| Greupkerk | Stougjesdijk 208 | Upload foto |

## Heinenoord
| Kerk                      | Adres          | Foto              |
| ------------------------- | -------------- | ----------------- |
| Nederlands Hervormde kerk | Hofweg 2a      | Meer afbeeldingen |
| Petrakerk                 | Oranjestraat 3 | Upload foto       |

## Maasdam
| Kerk                      | Adres             | Foto              |
| ------------------------- | ----------------- | ----------------- |
| Nederlands Hervormde kerk | Raadhuisstraat 37 | Meer afbeeldingen |

## Mijnsheerenland
| Kerk                                  | Adres       | Foto              |
| ------------------------------------- | ----------- | ----------------- |
| Laurentiuskerk                        | Kerkplein 2 | Meer afbeeldingen |
| Koninkrijkszaal van Jehova's getuigen | Groeneweg 2 | Upload foto       |

## Puttershoek
| Kerk                      | Adres             | Foto              |
| ------------------------- | ----------------- | ----------------- |
| Nederlands Hervormde kerk | Kerkplein 1       | Meer afbeeldingen |
| De Levensbron             | Sportlaan 2a      | Meer afbeeldingen |
| Sint-Petruskerk           | Nassaulaan 44     | Upload foto       |
| Gereformeerde kerk        | Rembrandtstraat 1 | Upload foto       |

## Sint Anthoniepolder
| Kerk                      | Adres         | Foto              |
| ------------------------- | ------------- | ----------------- |
| Nederlands Hervormde kerk | Polderdijk 67 | Meer afbeeldingen |

## Westmaas
| Kerk                      | Adres         | Foto              |
| ------------------------- | ------------- | ----------------- |
| Nederlands Hervormde kerk | Breestraat 13 | Meer afbeeldingen |